# پل زیپسر
پل زیپسر (آلمانی: Paul Zipser، ۱۸ فوریه ۱۹۹۴) بازیکن بسکتبال اهل آلمان است.
وی در سال ۲۰۱۶ به عضویت تیم شیکاگو بولز در آمده است.